# NGC 3605
NGC 3605 ist ein elliptische  Zwerggalaxie vom Hubble-Typ E4 im Sternbild Löwe auf der Ekliptik. Er ist schätzungsweise 27 Millionen Lichtjahre von der Milchstraße entfernt und hat einen Durchmesser von etwa 10.000 Lichtjahren. Gemeinsam mit NGC 3607 und NGC 3608 bildet sie das Galaxientrio Holm 240.
Das Objekt wurde am 14. März 1784 von Wilhelm Herschel entdeckt.